# 清水義弘
清水 義弘（しみず よしひろ、1917年(大正6年)10月13日 - 2007年(平成19年)1月7日）は、日本の教育社会学者。東京大学名誉教授。

## 略歴
佐賀県出身。1941年東京帝国大学社会学科卒。東京学芸大学助教授、東京大学教育学部助教授、1965年同教授、1978年定年退官、名誉教授、上智大学教授。1967年日本教育社会学会会長。中央教育審議会委員。地方自治体にも関わり、東京都大田区生涯学習振興会議会長なども務めた。

## 著書
- 『教育社会学の構造 教育科学研究入門』東洋館出版社、1955
- 『教育社会学』東京大学出版会、1956
- 『試験』岩波新書、1957
- 『20年後の教育と経済』東洋館出版社、1961
- 『現代日本の教育』東京大学出版会、1965
- 『教育改革の展望』東京大学出版会 UP選書、1970
- 『教育と社会の間 70年代の教育を考える』東京大学出版会 UP選書、1973
- 『現代教育の課題 高校改革と大学改革』東京大学出版会 UP選書、1977
- 『清水義弘著作選集』全5巻、第一法規出版、1978
- 『地域社会と学校』光生館、1980
- 『子どものしつけと学校生活』東京大学出版会、UP選書、1983
- 『今なぜ学校改革か』金子書房、1986
- 『なにわざを。われはしつつか。 教育社会学と私』東信堂、1987
- 『短大に明日はあるか』学文社、1992
- 『わが防人の旅』私家版、1992
- 『書庫の片隅から 教育社会学と私2』学事出版、1994
- 『行程一万粁 わが戦場の日々』私家版、1995

### 共編著
- 『家庭教師の手引 教える人と両親のために』早野雅三、西村秀夫共著、北尾書房、1956
- 『日本教育の社会的基底』編、国土社、1957
- 『読書、らいぶらりいしりいず』編、有斐閣、1961
- 『教育学叢書 教育計画』天城勲共編著、第一法規、1968
- 『教育学叢書 日本の高等教育』編著、第一法規出版、1968
- 『英才教育』向坊隆共編著、第一法規出版、1969 教育学叢書
- 『高等教育の大衆化 大衆化の流れをどう変えるか』編著 現代教育講座 第一法規出版、1975
- 『地域社会と国立大学』編、東京大学出版会、1975
- 『戦後教育を語る 教育対話 教育社会学30年』河野重男、新井郁男共著、ぎょうせい、1977
- 『教育原理 教育実践の社会的基礎』編著、光生館、1981

### 翻訳
- A.キュヴィリエ『社会学入門』岩波現代叢書、1953
- W.L.ウォーナー,R.J.ハーヴィガースト、M.B.レープ『誰が教育を支配するか 教育と社会階層』新堀通也、森孝子共訳、同学社、1956
- アルブヴァクス『社会階級の心理学』誠信書房、1958
- I.L.キャンデル『変革期の教育 比較教育学的考察』河野重男共訳、平凡社、1959
- A.H.ハルゼー 等編『経済発展と教育 現代教育改革の方向』監訳、東京大学出版会、1963
- セオドア.W.シュルツ『教育の経済価値』日本経済新聞社、1964、のち金子元久共訳
- 『低開発国における教育投資の基本問題 O.E.C.D政策会議報告』監訳、アジア経済研究所、1964、
- 経済協力開発機構編『低開発国の教育投資』監訳、東京大学出版会、1964
- アール・J.マッグラス編『大衆のための大学』監訳、東京大学出版会、1969、大学問題シリーズ

## 参考
- デジタル版日本人名大辞典